# Os du Randt
Jacobus Petrus du Randt (Chris Hani, 8 de septiembre de 1972) es un exjugador sudafricano que se desempeñaba como pilar.
Es considerado el mejor jugador de la historia en su posición.

## Carrera
Debutó en primera con 19 años en Free State Cheetahs. Fue contratado por los Cheetahs, los Lions y los Bulls todas franquicias sudafricanas del Super Rugby.

## Selección nacional
Debutó con los Springboks en 1994 y se retiró del rugby con ellos en la final de Francia 2007. En total jugó 80 partidos y marcó cinco tries (25 puntos).

### Participaciones en Copas del Mundo
Es uno de los dos sudafricanos en ganar dos Copas del Mundo, junto con François Steyn.
| Mundial                       | Sede      | Resultado     | PJ | Tries |
| ----------------------------- | --------- | ------------- | -- | ----- |
| Copa Mundial de Rugby de 1995 | Sudáfrica | Campeón       | 4  | 0     |
| Copa Mundial de Rugby de 1999 | Gales     | Tercer puesto | 6  | 0     |
| Copa Mundial de Rugby de 2007 | Francia   | Campeón       | 6  | 0     |

## Palmarés
- Campeón del Rugby Championship de 2004.